# Pusztaszemes
Pusztaszemes is een plaats (község) en gemeente in het Hongaarse comitaat Somogy. Pusztaszemes telt 406 inwoners (2001).

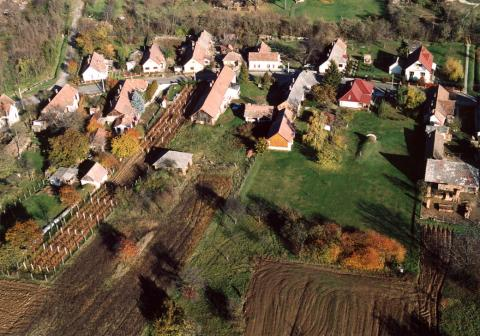
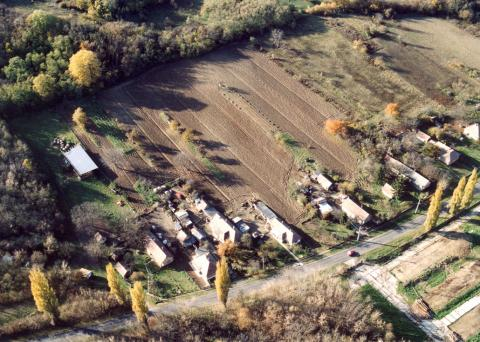
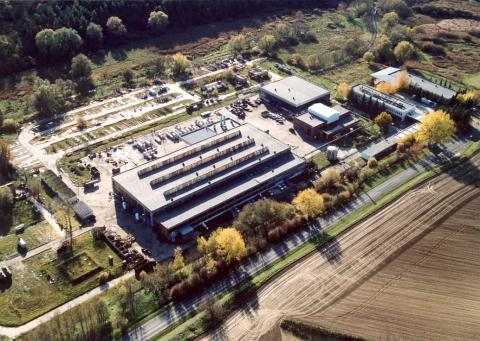
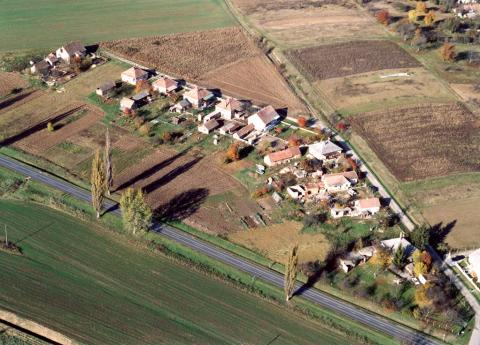